# Borrala
Borrala là một chi nhện trong họ Stiphidiidae.